# Оук Харбър
Оук Харбър (на английски: Oak Harbor) е град в окръг Айлънд, щата Вашингтон, САЩ. Оук Харбър е с население от 19 795 жители (2000) и обща площ от 23,7 km². Намира се на 28 m надморска височина. ЗИП кодът му е 98277-98278, а телефонният му код е 360.